# Шуи (Смоленская область)
Шуи — деревня в Рославльском районе Смоленской области России. Входит в состав Сырокоренского сельского поселения. Население — 41 житель (2007 год). 
Расположена в южной части области в 54 км к северо-востоку от Рославля, в 1 км севернее автодороги А101 Москва — Варшава («Старая Польская» или «Варшавка»), на берегу реки Шуица (правый приток реки Снопоть). В 32 км южнее деревни расположена железнодорожная станция О.п. 37-й км на линии Рославль — Фаянсовая.

## История
В годы Великой Отечественной войны деревня была оккупирована гитлеровскими войсками в августе 1941 года, освобождена в сентябре 1943 года.
В деревне Шуи находился один из лагерей «Дулаг-112» (нем. Durchgangslager 100). Он существовал до освобождения этой территории Красной Армией. На месте лагеря члены комиссии по расследованию злодеяний оккупантов нашли более 2,5 тыс. трупов красноармейцев и мирных граждан. На братской могиле установлен памятный знак. Решением Исполнительного комитета Смоленского областного Совета депутатов трудящихся от 11 июня 1974 года братская могила и памятный знак приняты под охрану как памятник истории. В настоящее время входит в список Единого государственного реестра объектов культурного наследия под номером 671410149870005. 